# 2020年日本

## 政府

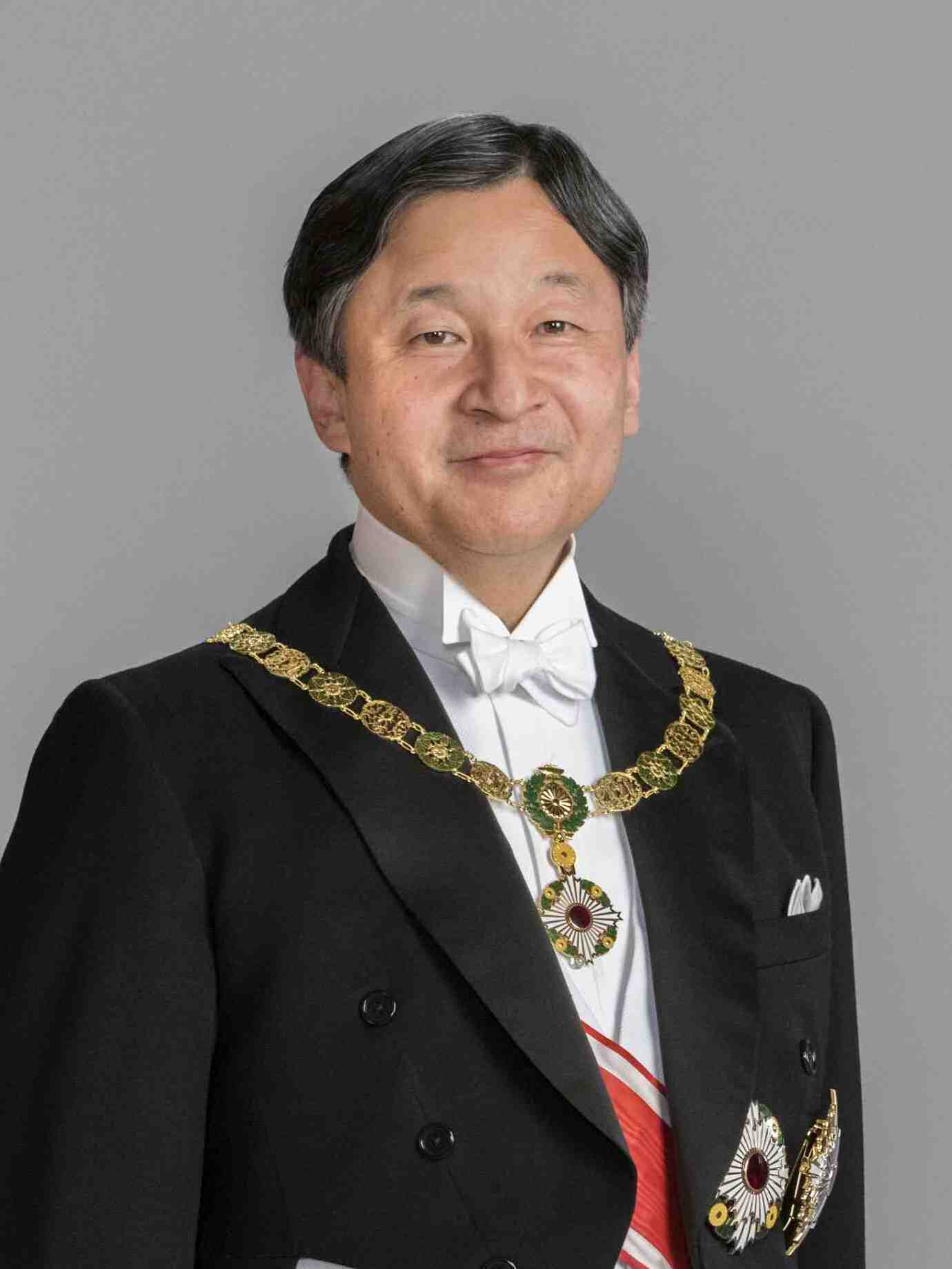
天皇：德仁
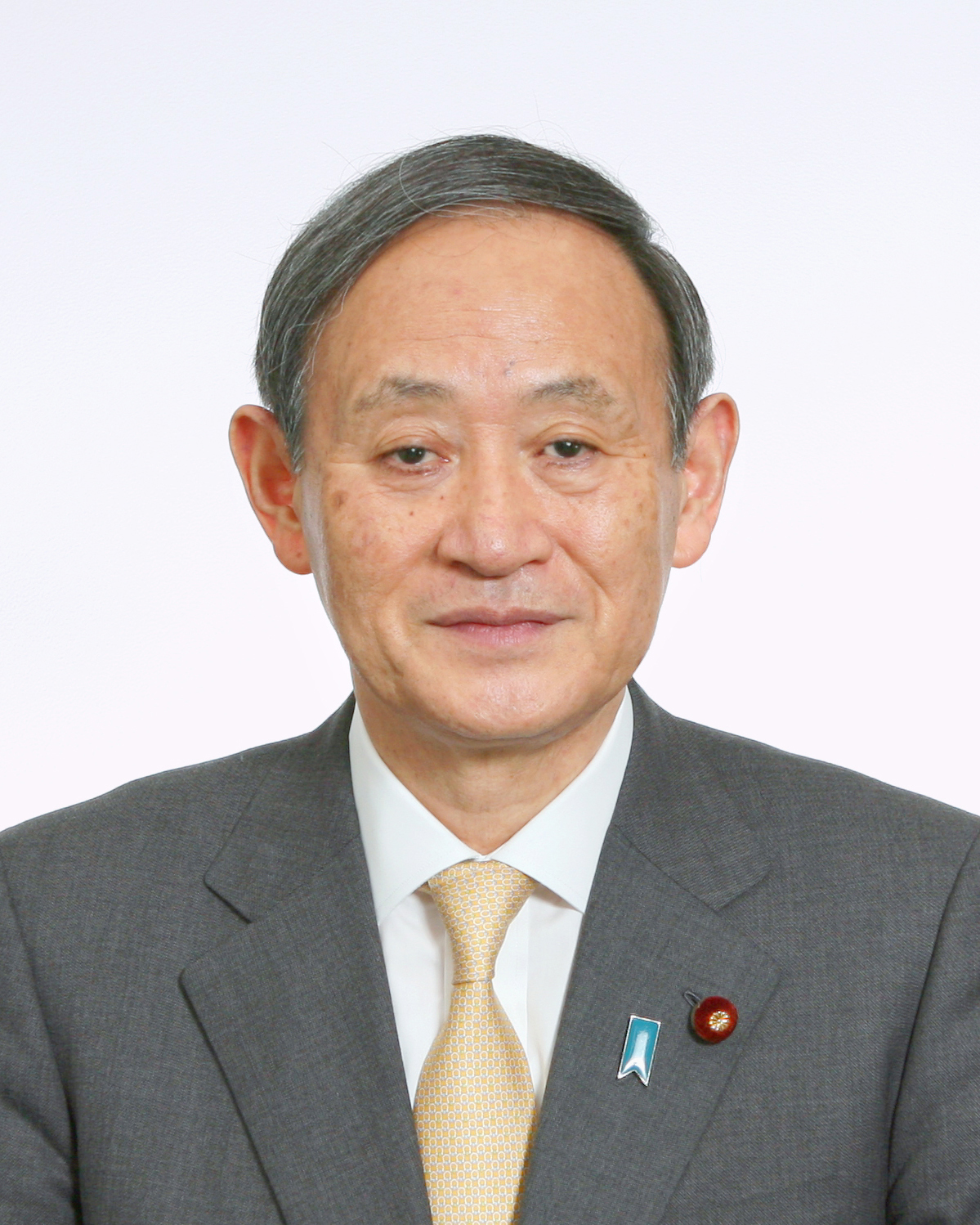
內閣總理大臣：菅义伟
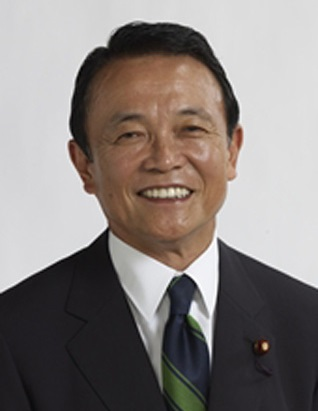
副總理：麻生太郎
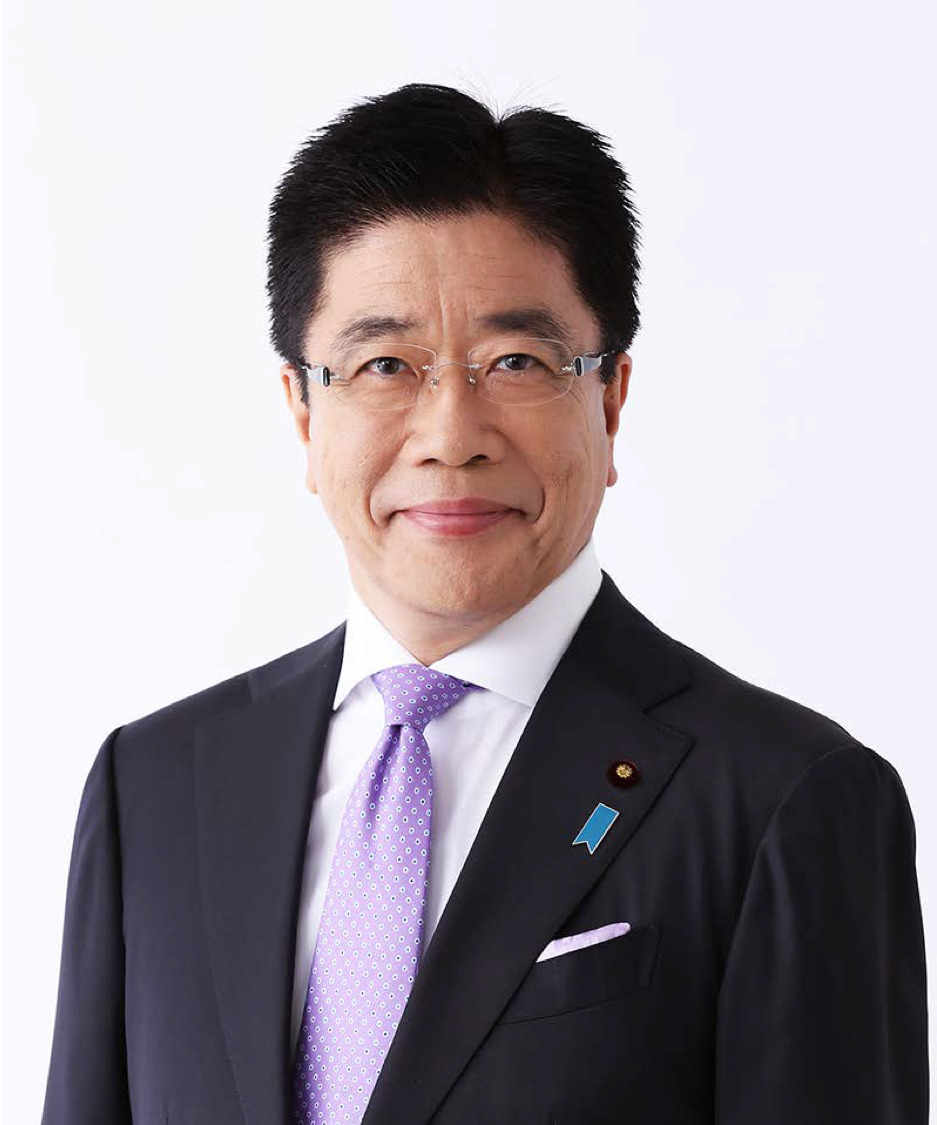
内阁官房长官：加藤勝信
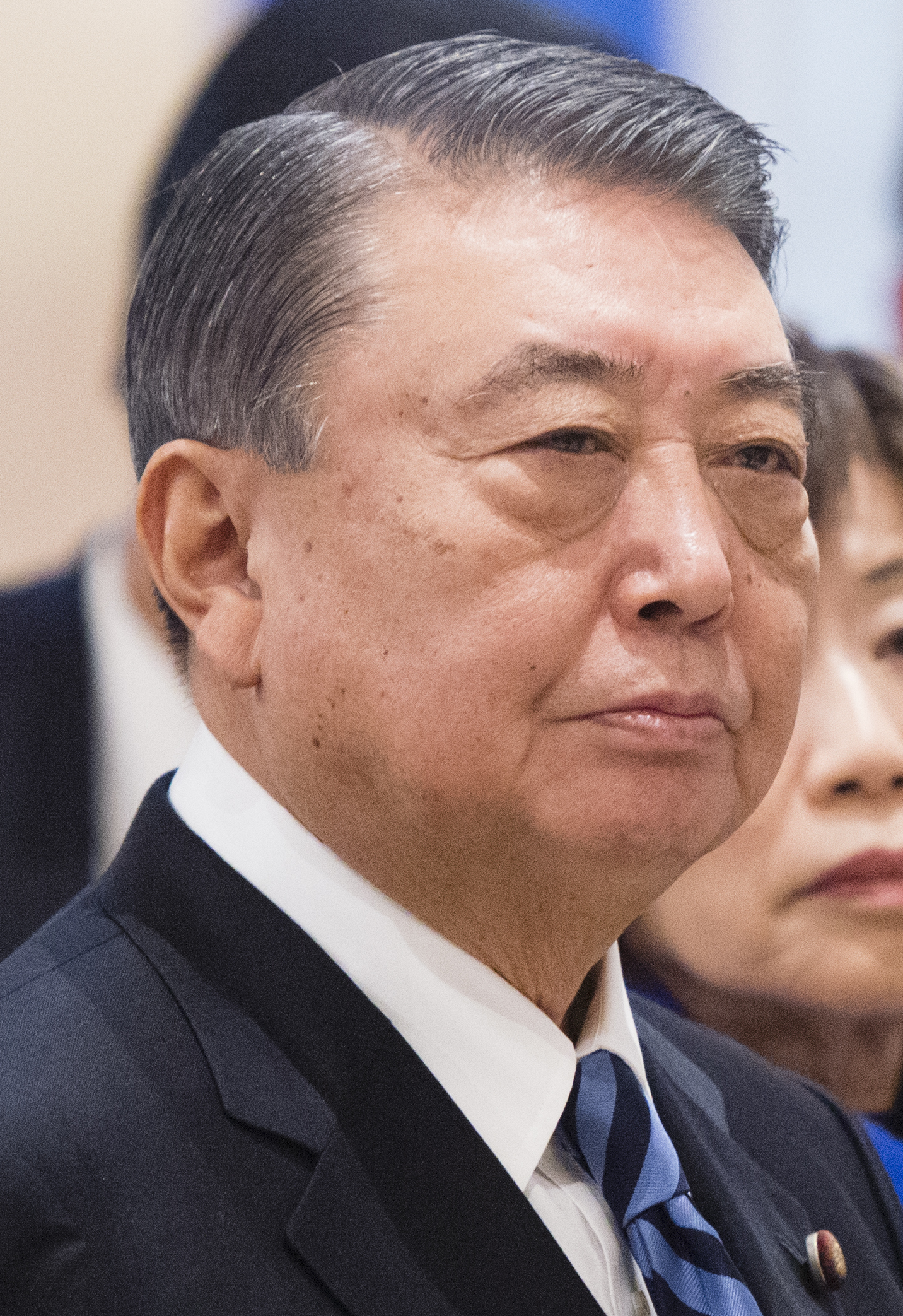
眾議院議長：大島理森
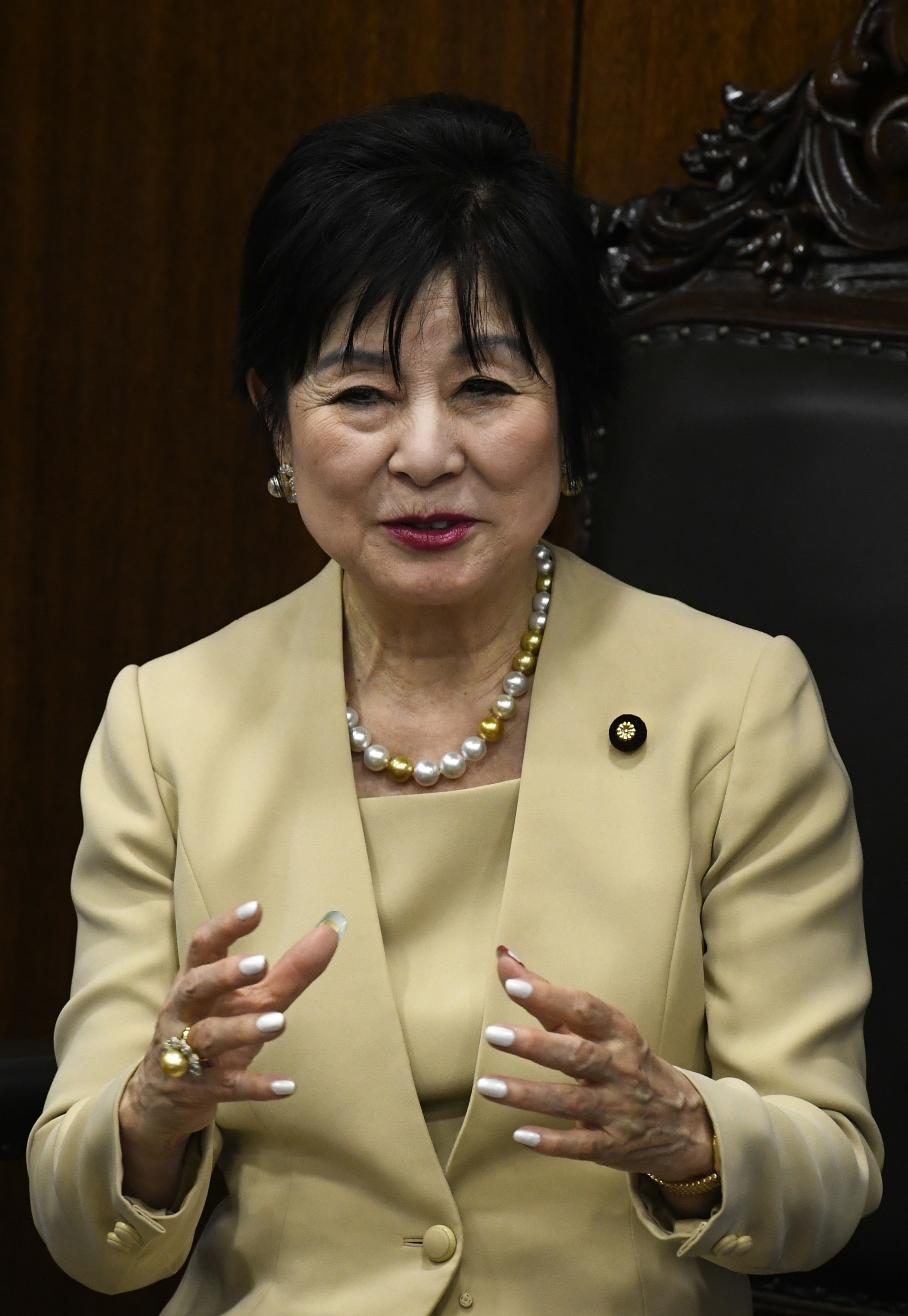
參議院議長：山東昭子

### 成員變動

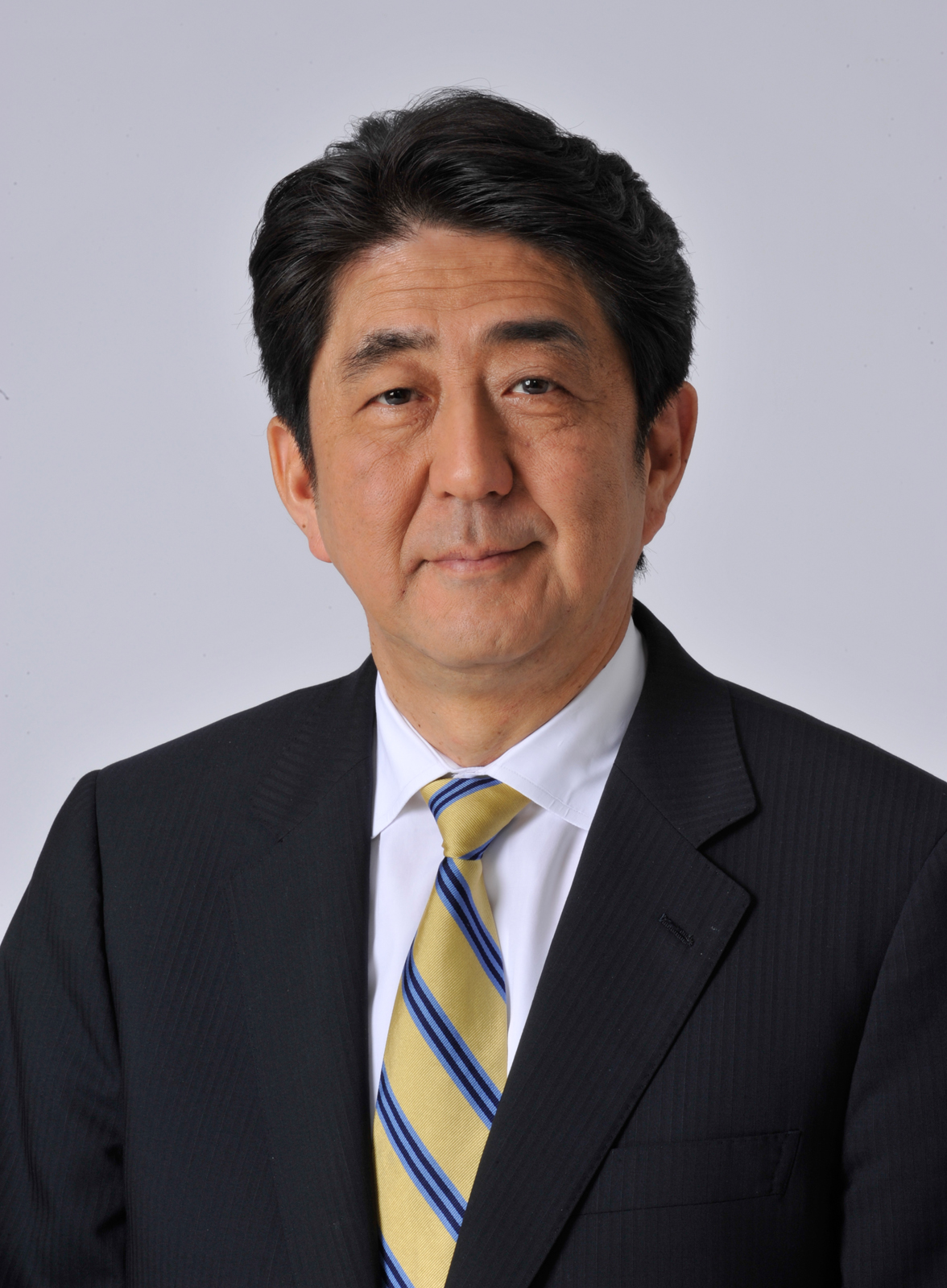
內閣總理大臣：安倍晋三（辭職）

## 大事时序

### 3月
- 24日——由于受到2019冠状病毒病疫情影响，国际奥林匹克委员会与日本国政府决定将2020年东京奥运会延期举行，保留“东京2020”的名称不变[1][2]。本届奥运会为现代史上首届延期举行的奥运会[3]。

### 8月
- 28日——时任日本首相、日本自由民主黨總裁安倍晋三突然以健康问题为由宣布辞职[4][5][6]。

### 9月
- 14日——2020年日本自由民主党总裁选举，菅义伟当选日本自由民主黨總裁[7]。日本第21回人口普查于互联网上开始[8]。
- 16日——经日本国会指名选举和日本天皇德仁任命，菅义伟就任日本首相并组成菅义伟内阁[9][10]。

### 11月
- 1日——2020年大阪市特别区设置公投举行，大阪市仍然保留，大阪都構想再遭否决[11][12]。